# Cirsium undulatum
Espèce
Cirsium undulatum est une espèce de plantes à fleurs de la famille des Astéracées originaire d'Amérique du Nord.